# 後転とび

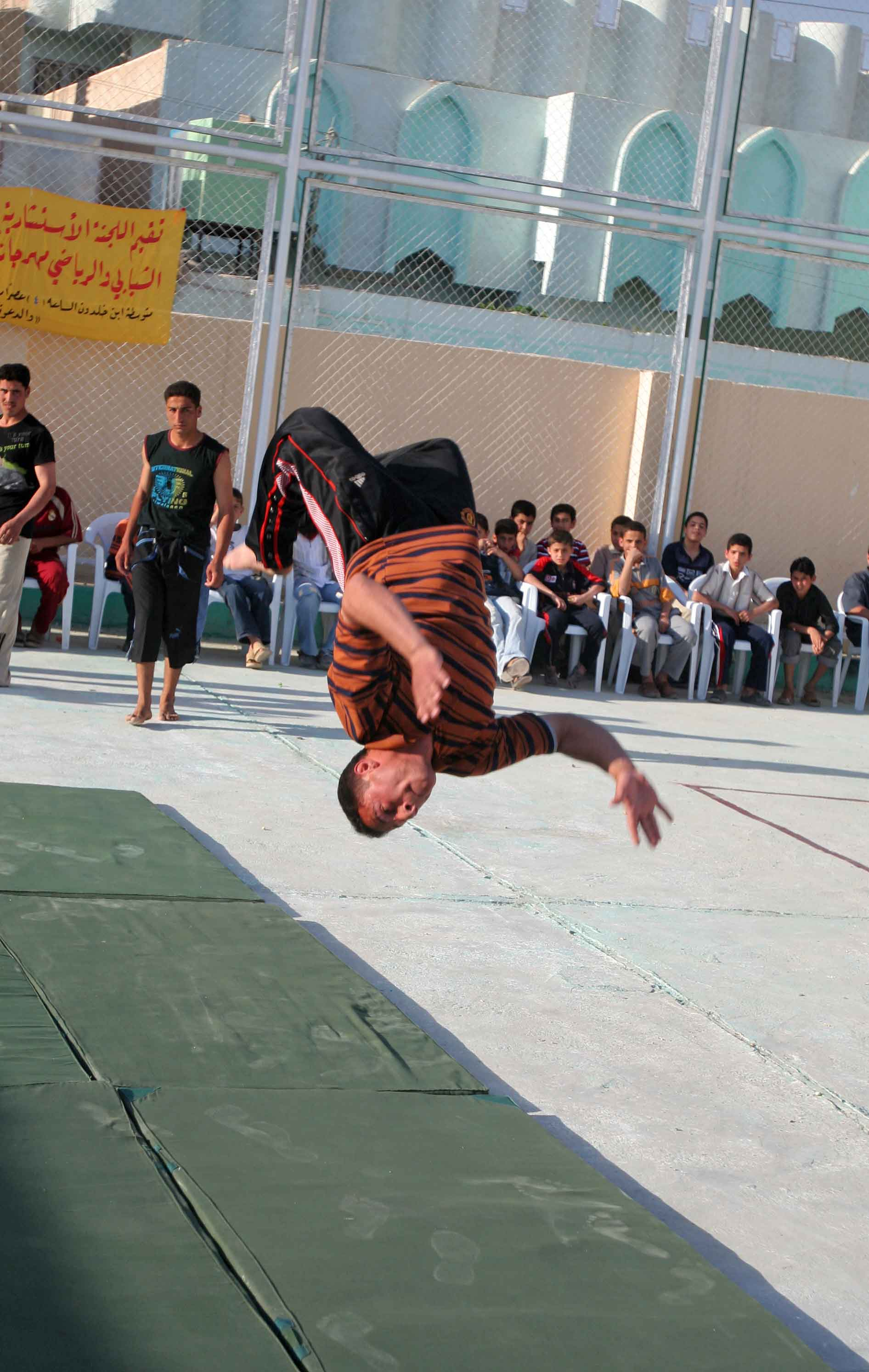
バク転中の男性

後転とび（後転跳び、こうてんとび）は器械運動における技の一種。マット運動においては後方転回や後方倒立回転跳びともいう。また「逆転」や「バク転」などとも呼ばれる。

## 概要
後転とびは、跳ぶ技術（踏み切り技術）、回る技術（後方回転技術）、支える技術（着手技術）が要素となっている。
器械運動では「腕立て後方転回」と称される技であったが、1964年（昭和39年）の東京オリンピック開催を機に述語の統一が図られ「後転とび」が正式名称となった。この後転とびは指導現場では「逆転」や「バク転」などと呼ばれている。

## ゆか種目
体操競技のゆか種目では、後転とびは後方倒立回転とともに回転系の翻転技群に属する技であるが、後方倒立回転は倒立回転のグループ、後転とびは倒立回転とびのグループに位置づけられている。
後方倒立回転と後転とびの共通点は足と手を交互に後方へ着き左右軸回転を行うこと、相違点は空中局面の有無にある。

## 平均台種目
体操競技の平均台種目で後転とびはツホルドが初めて行ったとされ、その後、単独技から連続や宙返りとの組合わせへ発展し、近代的平均台演技の中核的存在となっている。